# Alexander Massialas
Alexander Chen Massialas (ur. 20 kwietnia 1994 w San Francisco) – amerykański szermierz specjalizujący się we florecie, trzykrotny medalista olimpijski i wielokrotny medalista mistrzostw świata. 
Ze strony ojca ma pochodzenie greckie, natomiast matka urodziła się na Tajwanie.
Walczy prawą ręką. W 2009 roku zdobył brąz w indywidualnej rywalizacji kadetów i srebro drużynowo na mistrzostwach świata juniorów w Belfaście. Na rozgrywanych rok później mistrzostwach świata juniorów w Baku zdobył złoto w obu tych konkurencjach. W 2010 roku zdobył też srebrny medal indywidualnie i brązowy drużynowo na igrzyskach olimpijskich młodzieży w Singapurze. Podczas MŚJ 2011 w Jordanii zdobył złoto wśród kadetów i w zawodach drużynowych oraz srebro indywidualnie wśród juniorów. Następnie wywalczył złoto drużynowo i brąz indywidualnie na MŚJ 2012 w Moskwie oraz złoto indywidualnie na MŚJ 2013 w Poreču. Ponadto był drugi indywidualnie i trzeci drużynowo na MŚJ 2014 w Płowdiwie.
Uczestniczył w igrzyskach olimpijskich w Londynie w 2012 roku, zajmując czwarte miejsce w drużynie i dziewiąte indywidualnie. Podczas igrzysk olimpijskich w Rio de Janeiro w 2016 roku wywalczył brązowy medal w drużynie. Był tam też drugi indywidualnie, przegrywając w finale z Włochem Daniele Garozzo 11:15. Ponadto reprezentacja USA w składzie: Alexander Massialas, Nick Itkin, Gerek Meinhardt i Race Imboden zajęła trzecie miejsce na igrzyskach olimpijskich w Tokio. W turnieju indywidualnym był osiemnasty.
Wielokrotnie zdobywał medale mistrzostw świata w drużynie, w tym złoty na MŚ w Budapeszcie (2019) oraz srebrne podczas MŚ w Budapeszcie (2013), MŚ w Lipsku (2017), MŚ w Wuxi (2018) i MŚ w Kairze (2022). Zdobył także srebrny medal indywidualnie na MŚ w Moskwie (2015), przegrywając w finale z Japończykiem Yūkim Ōtą.
Ponadto zwyciężał indywidualnie i drużynowo na igrzyskach panamerykańskich w Guadalajarze (2011) i igrzyskach panamerykańskich w Toronto (2015).

## Londyn 2012
| Runda       | Przeciwnik              | Państwo | Wynik |
| ----------- | ----------------------- | ------- | ----- |
| 1/16 finału | Étienne Lalonde‐Turbide | Kanada  | 15:6  |
| 1/8 finału  | Aleksiej Czeriemisinow  | Rosja   | 6:15  |